# مصيري
مصيري (بالفارسية: مصیری) هي منطقة سكنية تقع في إيران في فارس. يقدر عدد سكانها بـ 5,365 نسمة .